# État de transition
Un état de transition est, dans une réaction chimique, une configuration particulière le long d'une coordonnée de réaction. Il est défini comme un état correspondant à une énergie maximale le long de cette coordonnée. En ce point, si l'on postule une réaction parfaitement irréversible, les espèces réagissant iront toujours vers la formation des produits. Bien que cette notion soit extensible à toute réaction ou transition physico-chimique, elle est utilisée essentiellement en chimie moléculaire.

## Le concept
Le concept d'état de transition est essentiel dans de nombreuses théories traitant entre autres des taux des réactions chimiques. Cette notion fut développée en premier lieu avec la théorie de l'état de transition (aussi appelée théorie du complexe activé), aux alentours de 1935, laquelle théorie introduisait des concepts basiques en cinétique chimique - principalement dans des milieux liquides ou gazeux - qui sont toujours utilisés à l'heure actuelle.

Le concept initial est le suivant : dans un système chimique, la présence d'objets réactifs peut conduire à la production de collisions qui peuvent conduire (ou non) à une réaction chimique. L'issue de ces collisions dépend de différents facteurs, dont l'énergie cinétique, les orientations des objets les uns par rapport aux autres et leurs énergies internes. Même si les objets produisent ce qu'on appelle un complexe activé, ils peuvent ne pas se dissocier ensuite pour former des produits de réaction, le complexe se dissociant alors pour retourner aux réactifs initiaux. Cette difficulté peut être contournée expérimentalement en guidant la réaction sur un chemin différent par le biais de diverses méthodes (catalyse, etc.).

À cette notion, le postulat de Hammond rajoute le postulat que cet état de transition est proche - dans sa structure géométrique - soit des réactifs, soit des produits, selon les enthalpies respectives des objets en présence.

## Observation de l'état de transition

### Observation théorique
L'observation théorique d'un état de transition peut se faire par de nombreuses méthodes de chimie numérique, dans plusieurs théories. En effet, d'un point de vue théorique, un état de transition correspond, sur une surface d'énergie potentielle, à un point selle de premier ordre, et donc trouver un tel point revient à identifier un état de transition. Rappelons qu'un point selle de premier ordre correspond à un minimum dans toutes les dimensions d'énergie à l'exception d'une seule.
Les structures d'états de transition peuvent être recherchées par la plupart des méthodes en chimie quantique (DFT, MP2, ...). Cependant, leur localisation est parfois problématique, si l'on considère que la structure initiale doit être relativement proche de l'état de transition recherché. En effet, il est relativement difficile, numériquement parlant, de choisir le « bon » chemin réactionnel qui peut dépendre des algorithmes de minimisation de l'énergie choisis, du système physique choisi, etc. Parmi les méthodes pour localiser les états de transition, on peut trouver QST2 ou QST3 dans lesquelles les structures de départ sont déterminées à partir des géométries du substrat ou des produits. Il est parfois plus simple (tout spécialement pour les grands systèmes) de procéder à une optimisation par des méthodes quantiques semi-empiriques comme AM1 ou PM3 (en), puis d'utiliser les géométries obtenues comme données de départ pour des méthodes plus performantes.

### Observation expérimentale
En raison des règles de la mécanique quantique, un état de transition ne peut être « capturé » ou observé directement, car la population de cet état est nulle. Cependant, des techniques spectroscopiques utilisées de manière pertinentes peuvent conduire à proximité immédiate relativement aux échelles de temps sur lesquelles elles se déroulent. Ainsi, la spectroscopie infrarouge femtochimique a été développée précisément dans ce but, et il est possible d'identifier par cette méthode des structures relativement proches du point de transition. Cependant, des intermédiaires de réaction peuvent exister le long du chemin réactionnel, intermédiaires relativement proches (mais plus stables) en énergie d'un état de transition et qui peuvent donc gêner l'identification de ce dernier.

## Principe de corrélation de structure
Le principe de corrélation de structure postule « que les modifications de structures qui se produisent le long d'une coordonnée de réaction peuvent être identifiées comme des écarts des longueurs de liaison et des angles aux valeurs normales de l'état fondamental le long d'un chemin réactionnel ». Selon ce principe, si une longueur de liaison particulière croît lorsqu'on atteint un état de transition (phrase non complète - à revoir). Une démonstration de ce principe peut être déduite de la comparaison de deux composés bicycliques décrits ci-dessous. Le composé de gauche est le bicyclo[2,2,2]octène qui à 200 °C extrude de l'éthylène dans une réaction rétro-Diels-Alder.
Comparé au composé de droite (qui, avec un groupe alcène en moins, ne peut produire cette réaction) la longueur de la liaison carbone-carbone de pont est censée être plus faible selon la théorie car lors de l'approche de l'état de transition cette liaison acquiert un caractère de liaison double. Pour ces deux composés, les prédictions sont vérifiées selon des données de diffractométrie de rayons X et des constantes de couplage 13C (relation linéaire inverse avec la longueur de liaison).

## Implication en catalyse enzymatique
Une des manières dont fonctionne la catalyse enzymatique est la stabilisation de l'état de transition par électrostatique. La diminution de l'énergie de cet état de transition permet à une population plus importante du matériau de départ d'atteindre l'énergie nécessaire pour dépasser l'état de transition et ainsi atteindre le produit.